# Imidazolidinone
Gli imidazolidinoni o imidazolinoni sono una classe di composti eterocicli a 5 membri strutturalmente correlati all'imidazolo. Gli Imidazolidinoni presentano una porzione attiva costituita da un C carbonilico centrale e in alfa due atomi di N saturi, ovvero il gruppo funzionale dell'urea.